# Stephan El Shaarawy
Stephan Kareem El Shaarawy, em árabe ستيفان الشعراوي (Savona, 27 de outubro de 1992), é um futebolista italiano de origem egípcia que atua como atacante. Atualmente, joga pela Roma.

## Clubes
Nascido em Gênova, descendente de pai egípcio e de mãe italiana, El Shaarawy ingressou no clube da cidade, o Genoa, aos treze anos de idade.

### Genoa
No dia 21 de dezembro de 2008, quando tinha 16 anos e 55 dias de idade, ele fez sua estreia no time principal, jogando 10 minutos em uma partida contra o Chievo, fora de casa, tornando-se o quarto jogador mais jovem na história da Serie A.

### Padova
Em 27 de junho de 2010, ele foi emprestado ao Padova para a temporada 2010–11 da Serie B. Em seu período de empréstimo em Pádua, ele rapidamente se tornou um jogador chave da equipe, levando o clube do Vêneto para as finais do playoff de promoção, onde em seguida, perdeu para o Novara. Após boas atuações, despertou interesses de vários clubes europeus como Internazionale e Barcelona.

### Milan

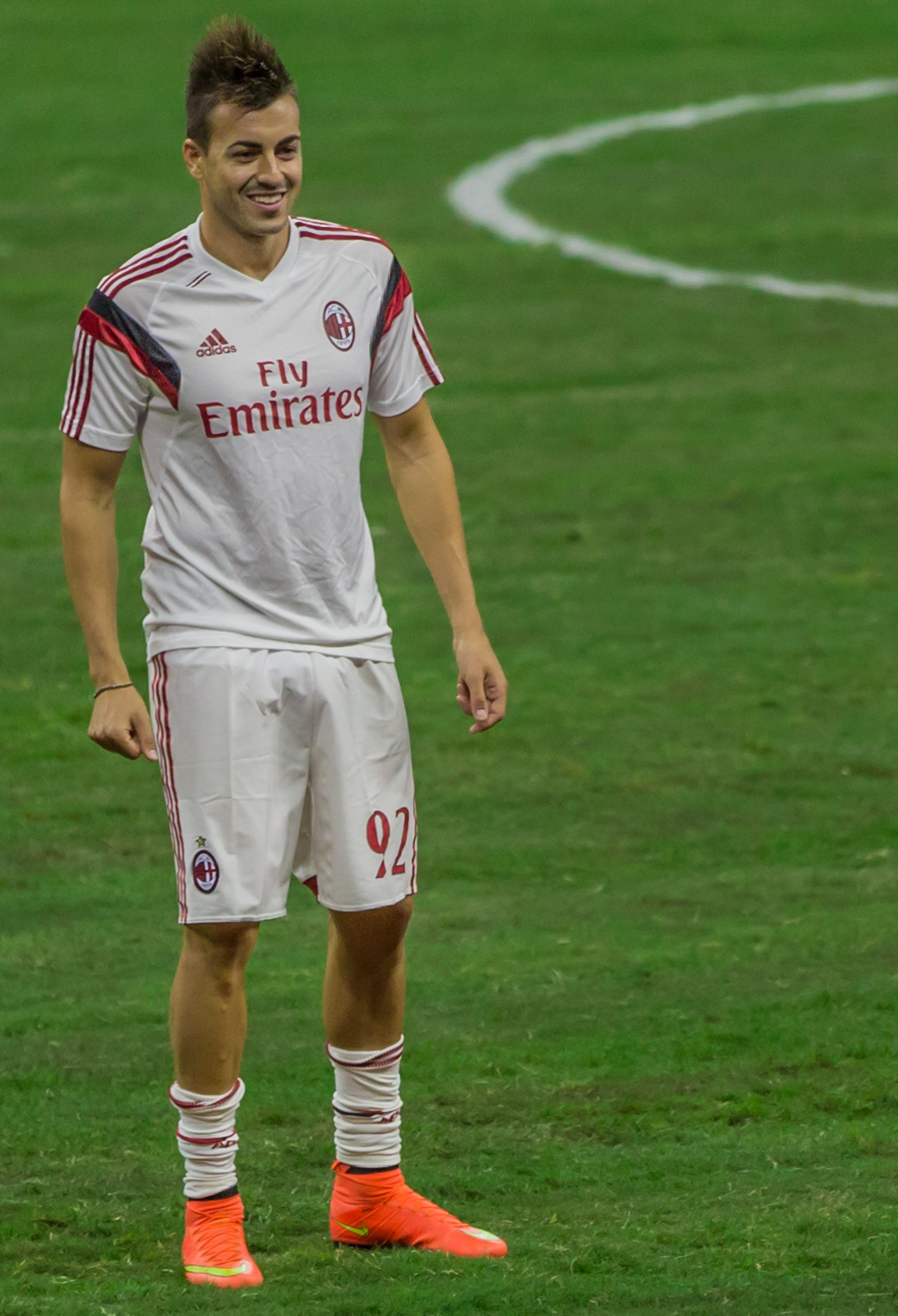
El Shaarawy atuando pelo Milan.

No dia 25 de junho de 2011, El Shaarawy assinou pelo Milan. Já no dia 18 de setembro, fez sua estreia pela equipe no Estádio San Paolo, em uma derrota por 3 a 1 para o Napoli, pela Serie A. Três dias mais tarde, depois de entrar no lugar do brasileiro Alexandre Pato, ele marcou seu primeiro gol pelo clube, garantindo assim um empate de 1 a 1 em casa contra a Udinese. Em seus primeiros seis meses no Milan, ele fez um total de sete jogos (apenas 175 minutos de tempo de jogo), levando a relatos na imprensa de que ele poderia ser emprestado para obter mais tempo de jogo e ajudar a sua progressão. No entanto, o diretor Adriano Galliani e o então treinador Massimiliano Allegri decidiram mantê-lo no clube. Foi então que suas performances no Milan começaram a melhorar, e que o levou a tornar-se um dos jovens mais cotados na Itália.
No dia 23 de janeiro de 2012, El Shaarawy deu uma assistência para Robinho na vitória por 3 a 0 contra o Cesena na Serie A; essa foi a sua primeira assistência com a camisa dos rossoneri. Já no dia 8 de fevereiro, El Shaarawy marcou na derrota por 2 a 1 contra a Juventus, na primeira mão das meias-finais da Copa da Itália de 2011–12. Três dias depois, ele marcou na importante vitória contra a Udinese. Foi a primeira derrota da Udinese em casa na temporada.

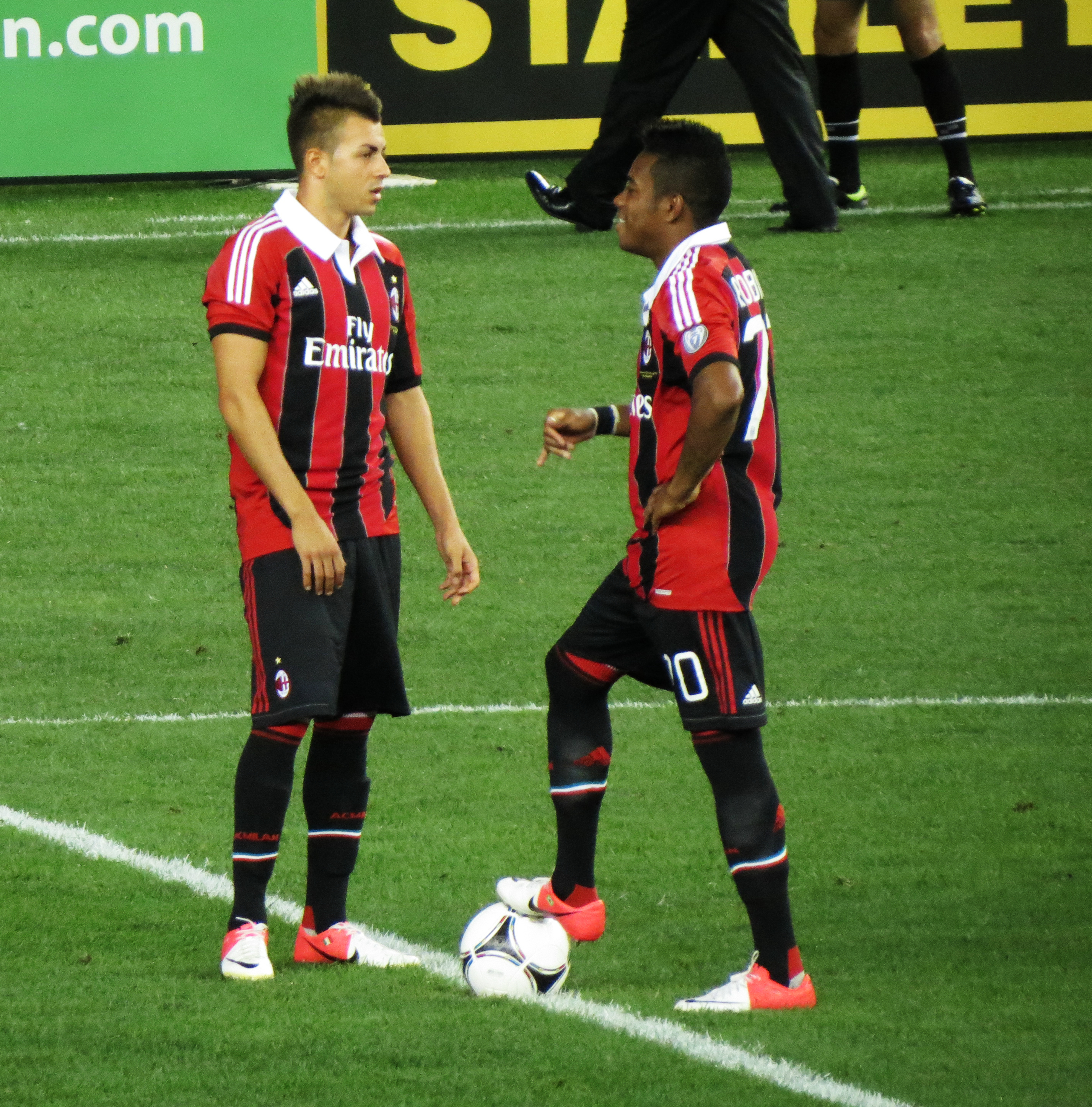
El Shaarawy ao lado de Robinho em um amistoso contra o Real Madrid.

Posteriormente, no dia 25 de julho, El Shaarawy renovou seu contrato com o Milan até 2017.
Já no dia 3 de outubro, contra o Zenit, ele marcou seu primeiro gol na Liga dos Campeões, tornando-se assim, aos 19 anos e 342 dias, o mais jovem jogador do Milan a marcar na competição. Posteriormente ele marcou dois gols em um clássico contra o Napoli, evitando assim a derrota do Milan. El Shaarawy continuou sua boa temporada ao marcar mais dois gols em uma partida contra o Catania, que terminou com vitória do Milan por 3 a 1. Marcou um gol contra a Juventus, mas sua equipe acabou sofrendo a virada e perdeu por 2 a 1, nas quartas-de-final da Copa da Itália.[carece de fontes?] No dia 24 de fevereiro, marcou o gol do Milan no empate por 1 a 1 com a Internazionale. Já no dia 28 de fevereiro, renovou seu contrato com o Milan até 2018.

### Monaco
No dia 13 de julho de 2015, foi emprestado ao Monaco por uma temporada, com opção de aquisição ao final da mesma.

### Roma
No dia 26 de janeiro de 2016, a Roma anunciou a contratação de El Shaarawy por empréstimo. O contrato assinado entre as partes tem validade até 30 de junho de 2016.
Após um bom rendimento, no dia 21 de junho ele foi contratado em definitivo pela Roma pelo valor de 13 milhões de euros.

### Shanghai Shenhua
Três anos depois, no dia 8 de julho de 2019, foi vendido ao Shanghai Shenhua, da China, por 18 milhões de euros (77 milhões de reais). O jogador assinou com a equipe por três temporadas.
Após dois anos a jogar no clube chinês Shanghai Shenhua, o jogador regressou à AS Roma, a 30 de janeiro de 2021.

### Roma
Depois que regressou à AS Roma no dia 30 de janeiro de 2021 teve sua reestreia no clube no dia 18 de fevereiro de 2021 na vitória de 3-0 diante do Sporting Clube de Braga pela Liga Europa da UEFA 2020-21, já o seu primeiro gol foi no dia 11 de março de 2021 na vitória de 3-0 diante do Futbolniy Klub Shakhtar pela Liga Europa da UEFA 2020-21.
No dia 25 de maio de 2022 o Stephan foi Campeão da  Liga Conferência Europa da UEFA 2021-22 vencendo o Feyenoord Rotterdam por 1-0 em Tirana se tornando o maior prêmio de clubes na carreira do El Shaarawy até o momento, já um ano depois no dia 31 de maio de 2023 se tornou Vice-Campeão da Liga Europa da UEFA 2022-23 perdendo para Sevilla Fútbol Club em Budapeste.
No dia 31 de outubro de 2022, na vitória sobre o Hellas Verona por 3-1 pela Serie A 2022-23 em Verona, o Stephan El Shaarawy marcou o seu gol de número 50 em partidas oficiais pelo AS Roma e aquele gol foi o seu quarto gol pelo clube em noites de Halloween.
No dia 3 de novembro de 2022 foi o dia que o Stephan jogou a sua partida de número 200 pelo AS Roma, naquele dia o time venceu de 3-1 em Roma diante do PFK Ludogorets pela Liga Europa da UEFA 2022-23.
Na vitória do dia 20 de abril de 2023 diante do Feyenoord Rotterdam por 4-1 pela Liga Europa da UEFA 2022-23 em Roma, o Stephan marcou o seu gol de número 55 em partidas oficiais pelo AS Roma, com esse gol ele entrou para a lista dos 20 maiores goleadores da história do AS Roma, nesse dia Stephan foi eleito o melhor jogador da partida.
No dia 30 de junho de 2023 chegou o fim do contrato do Stephan El Shaarawy com o AS Roma, contrato assinado no dia 30 se janeiro de 2021, mas no dia seguinte ao fim do contrato, 1 de julho de 2023, através das redes sociais o clube postou um vídeo confirmando que o jogador iria renovar com o time , já no 17 de julho de 2023 o Stephan assinou o contrato de renovação com o AS Roma que vai até o dia 31 de julho de 2025.
No dia 22 de outubro de 2023 em uma partida que acabou em uma vitória de 1-0 pro time do Stephan diante do AC Monza pela Serie A 2023-24 em Roma, o Stephan El Shaarawy marcou o único gol da partida aos 90 minutos de jogo consacrando ali a sua vitória de número 100 na Serie A como jogador do AS Roma, nesse dia El Shaarawy foi eleito o melhor jogador da partida.
No dia 26 de outubro de 2023 o El Shaarawy atingiu a marca de 50 jogos pelo AS Roma em competições Europeias (naquele dia eram 16 Liga dos Campeões da UEFA, 26 Liga Europa da UEFA e 8 Liga Conferência Europa da UEFA) entrando para a lista dos 10 jogadores que mais disputaram partidas em competições Europeias pelo AS Roma, naquele dia o clube ganhou de 2-0 em Roma diante do Slavia Praha pela Liga Europa da UEFA 2023-24 onde o El Shaarawy fez a assistência para o gol do Edoardo Bove e para o gol do Romelu Lukaku, nesse dia Stephan El Shaarawy foi eleito o melhor jogador da partida.
No dia 17 de janeiro de 2025 o Stephan El Shaarawy alcançou a marca de 300 jogos oficiais pela AS Roma, nesse mesmo dia o Stephan marcou o seu gol de número 64 oficiais pelo clube se tornando o 15° maior goleador da história da AS Roma, o jogo acabou com o resultado de AS Roma 3-1 Genoa pela Serie A 2024-25, o ElmShaarawy esmo dia ganhou o prêmio Panini Player Of The Match o qual é dado para o melhor jogador da partida deste campeonato.

## Seleção Italiana
Inicialmente, ele estava qualificado para jogar pela Seleção Egípcia, mas foi negado pelo então técnico Hassan Shehata, afirmando que "nem todos os egípcios que jogam numa liga estrangeira estão qualificados para jogar pela Seleção". Pela Seleção Egípcia, Shehata ganhou três Copas das Nações Africanas consecutivas e teve um bom desempenho na Copa das Confederações de 2009. El Shaarawy então começou a jogar com a equipe Sub-17 da Itália, e disputou o Campeonato Europeu Sub-17 de 2009 e a Copa do Mundo Sub-17 de 2009.
Ele fez sua estreia com a Seleção Italiana Sub-21 no dia 15 de novembro de 2011, em um jogo de qualificação contra a Hungria.

### Principal
Já no dia 15 de agosto de 2012, ele fez sua estreia pela Seleção Italiana principal, jogando como titular em um jogo amistoso contra a Inglaterra. El Shaarawy marcou o seu primeiro gol no dia 14 de novembro de 2012, em um amistoso contra a França.

## Características
Assim que subiu aos profissionais, El Shaarawy era considerado uma grande promessa do futebol mundial. Ele joga principalmente como um ponta-esquerda, mas também pode jogar como meia-atacante ou até como falso 9. Ele é conhecido por sua capacidade de drible e excelente habilidade técnica. Também possui uma perna forte, já tendo marcado gols de fora da área. Ele também é um transeunte acima da média e cria espaço com um sólido primeiro toque.
Seu estilo de jogo já atraiu comparações a grandes jogadores como Cristiano Ronaldo. El Shaarawy citou Kaká como seu modelo de inspiração. O ídolo rossoneri José Altafini comparou El Shaarawy ao brasileiro Neymar e ao craque argentino Lionel Messi: "El Shaarawy me faz lembrar de Neymar e Messi. Eles têm um baixo centro de gravidade. Eles jogam com a bola colada aos seus pés. Ele já provou que ele é um bom jogador, o importante não é... amassá-lo demais." Já Kevin-Prince Boateng afirmou que El Shaarawy tinha potencial para preencher o vazio deixado por Zlatan Ibrahimović no Milan.

## Patrocinadores
Em 2012, El Shaarawy assinou um acordo de patrocínio com a americana e fornecedora de equipamentos, Nike. Ele apareceu em um anúncio da nova chuteira Nike Verde velocidade II ao lado de Mario Götze, Eden Hazard, Raheem Sterling, Christian Eriksen e Theo Walcott, em novembro de 2012.

## Estatísticas
Atualizadas até 30 de setembro de 2024.

### Seleção Italiana
| Ano   |       |      |
| Ano   | Jogos | Gols |
| ----- | ----- | ---- |
| 2012  | 3     | 1    |
| 2013  | 7     | 0    |
| 2014  | 1     | 0    |
| 2015  | 6     | 1    |
| 2016  | 3     | 1    |
| 2017  | 3     | 0    |
| 2019  | 2     | 1    |
| 2020  | 3     | 2    |
| 2021  | 1     | 0    |
| 2023  | 2     | 1    |
| 2024  | 1     | 0    |
| Total | 32    | 7    |

|    |                        |                                          |                       |        |           |                                                 |
| #  | Data                   | Local                                    | Adversário            | Placar | Resultado | Competição                                      |
| 1. | 14 de novembro de 2012 | Estádio Ennio Tardini, Parma, Itália     | França                | 1–0    | 1–2       | Amistoso                                        |
| 2. | 10 de outubro de 2015  | Estádio Tofiq Bahramov, Baku, Azerbaijão | Azerbaijão            | 2–1    | 3–1       | Qualificações para o Campeonato Europeu de 2016 |
| 3. | 29 de março de 2016    | Allianz Arena, Munique, Alemanha         | Alemanha              | 1–4    | 1–4       | Amistoso                                        |
| 4. | 15 de outubro de 2019  | Rheinpark Stadion, Vaduz, Liechtenstein  | Liechtenstein         | 4–0    | 5–0       | Qualificações para o Campeonato Europeu de 2020 |
| 5. | 17 de outubro de 2020  | Estádio Artemio Franchi, Firenze, Itália | 🇲🇩 Moldavia           | 3–0    | 6-0       | Amistoso                                        |
| 6. | 17 de outubro de 2020  | Estádio Artemio Franchi, Firenze, Itália | 🇲🇩 Moldavia           | 5–0    | 6-0       | Amistoso                                        |
| 7. | 17 de novembro de 2023 | Stadio Olimpico, Roma, Itália            | 🇲🇰 Macedônia do Norte | 5-2    | 5-2       | Qualificações para o Campeonato Europeu de 2024 |

## Títulos
Genoa
- Campeonato Primavera: 2009–10
- Primavera TIM Cup: 2008–09
- Supercopa Primavera TIM: 2009

Milan
- Troféu Luigi Berlusconi: 2011, 2014

Shanghai Shenhua
- Copa da China: 2019

Roma
- Liga Conferência Europa da UEFA: 2021–22
- Vice-Campeão da Liga Europa da UEFA: 2022-23

### Prêmios individuais
- Equipe Ideal do Campeonato Europeu Sub-17: 2009
- Oscar del Calcio - Melhor jogador da Serie B: 2011
- Gran Galà del Calcio - Melhor Jogador Jovem da Série A: 2012
- Pallone d'Argento: 2012–13
- 52.º melhor jogador do ano de 2012 (The Guardian)[35]
- Melhor jogador da Copa da China: 2019

### Artilharias
- Artilheiro da Copa Audi de 2013 (2 gols)
Referências

1. ↑  «Olivera lancia il Genoa Il Chievo sprofonda». Consultado em 19 de Janeiro de 2009
2. ↑  «Il baby talento Stephan El Shaarawy il primo volto nuovo del Padova 2010-11». Consultado em 11 de Junho de 2011. Arquivado do original em 16 de janeiro de 2014
3. ↑  «El Shaarawy extends Milan contract until 2017». Consultado em 25 de Julho de 2012
4. ↑  «OFFICIAL: Stephan El Shaarawy completes AC Milan transfer, Alexander Merkel moves to Genoa». Consultado em 25 de Junho de 2011
5. ↑  «El Shaarawy renews AC Milan deal». Consultado em 2 de Maio de 2012
6. ↑  «'Barcelona e Inter de Milão queriam El Shaarawy', revela agente do jogador». Consultado em 4 de Março de 2013
7. ↑  «El Shaarawy entra nella storia del Milan: è il suo marcatore più giovane in Champions». Consultado em 3 de Outubro de 2012
8. ↑  «GOAL.com - EUROPE». Consultado em 17 de Setembro de 2012
9. ↑  «Berlusconi: 'entre El Shaarawy e Cavani, escolho o primeiro'». Consultado em 5 de Janeiro de 2013
10. ↑  «El Shaarawy: O craque da moda». Correio da Manhã. 5 de janeiro de 2013. Consultado em 26 de abril de 2020
11. ↑  «El Shaarawy: I had a great first season at AC Milan». Consultado em 28 de Maio de 2013
12. ↑  «Seedorf pede para Milan não prejudicar El Shaarawy como fez com Pato». Terra. 24 de dezembro de 2012. Consultado em 26 de abril de 2020
13. ↑  «'Dérbi de Balotelli': atacante é centro das atenções em clássico de Milão». GloboEsporte.com. 24 de fevereiro de 2013. Consultado em 26 de abril de 2020
14. ↑  «No reencontro de Balotelli com Inter, clássico de Milão termina empatado». GloboEsporte.com. 24 de fevereiro de 2013. Consultado em 26 de abril de 2020
15. ↑  «Milan anuncia renovação com atacante El Shaarawy até 2018». Consultado em 27 de Fevereiro de 2013
16. ↑  «El Shaarawy joins AS Monaco» (em inglês). Sítio oficial AS Monaco. 13 de julho de 2015. Arquivado do original em 16 de julho de 2015
17. ↑  «Após vender Gervinho, Roma anuncia atacante El Shaarawy». Terra. 26 de janeiro de 2016. Consultado em 26 de abril de 2020
18. ↑  «Roma anuncia compra de El Shaarawy junto ao Milan por 13 milhões de euros». GloboEsporte.com. 21 de junho de 2016. Consultado em 26 de abril de 2020
19. ↑  «L'AS Roma annuncia l'acquisizione a titolo definitivo di Stephan El Shaarawy». Consultado em 21 de junho de 2016
20. ↑  «Diretoria da Roma confirma a contratação definitiva de El Shaarawy». ESPN. 21 de junho de 2016. Consultado em 26 de abril de 2020
21. ↑  «Por R$ 77 milhões, Roma vende El Shaarawy para clube chinês». Terra. 8 de julho de 2019. Consultado em 26 de abril de 2020
22. ↑  «Fame and fortune elsewhere». Consultado em 14 de Junho de 2011
23. ↑  «El Shaarawi, Napoli e Tuia State attenti a questi tre». Consultado em 11 de Janeiro de 2009. Arquivado do original em 29 de julho de 2012
24. ↑  «AC Milan: 5 Reasons Stephan El Shaarawy Will Keep Improving This Season». Consultado em 14 de Janeiro de 2009
25. ↑  «England 2 - 1 Italy». Consultado em 30 de Janeiro de 2013
26. ↑  «AC Milan Can Build a New Dynasty Around El Shaarawy». Consultado em 2 de Março de 2009
27. ↑  «Bafetimbi Gomis netted France's winner in their friendly against Italy». Consultado em 14 de Novembro de 2012
28. ↑  «AC Milan: 5 Reasons Stephan El Shaarawy Will Keep Improving This Season». Consultado em 30 de Janeiro de 2013
29. ↑  «AC Milan Can Build a New Dynasty Around El Shaarawy». Consultado em 29 de Maio de 2013
30. ↑  «Stephan El Shaarawy: The Premier League is great, but I'd like to stay at AC Milan forever». Consultado em 21 de Maio de 2013
31. ↑  «Shevchenko: El Shaarawy reminds me of myself». Consultado em 2 de Junho de 2013
32. ↑  «Boateng: El Shaarawy can be the new Ibra». Consultado em 4 de Junho de 2013
33. ↑  «Nike announce #GS2SQUAD – Nike GS2 Boots Launch Imminent». Consultado em 26 de Novembro de 2012
34. ↑  «GS II Boots». Consultado em 29 de Novembro de 2012
35. ↑  «The 100 best footballers in the world - interactive» (em inglês). The Guardian